# 丽江香青
丽江香青（学名：Anaphalis likiangensis）为菊科香青属的植物，是中国的特有植物。分布于中国大陆的云南等地，生长于海拔3,100米至3,400米的地区，见于草地、山谷、沟旁以及云杉林下，目前尚未由人工引种栽培。